# Noël Milarew Odingar
Noël Milarew Odingar (1932 - 4 de maio de 2007) foi um oficial do Chade, que serviu brevemente como chefe de Estado e mais tarde foi um dos nove membros do Supremo Conselho Militar, a junta militar que governou o Chade entre 1975 e 1978.

## Biografia
Um Sara, Odingar nasceu em 1932. Como um graduado da academia militar francesa, teve uma carreira rápida e, em 1965 Odingar, com a patente de Major, assumiu o posto de comandante das Forças Armadas do Chade, uma decisão que reforçou o domínio Sara do governo.
Em 1968 a situação militar no país havia se deteriorado muito, após a criação do grupo rebelde FROLINAT em 1966 e a consequente perda de controle por parte do governo de muitas das regiões muçulmanas. Como resultado, o presidente François Tombalbaye pediu à França o envio de tropas para ajudar a derrotar os rebeldes, os únicos que se opuseram, em vão, a esta decisão, foram o ministro Bangui e o então coronel Odingar, que alegaram que o projeto afetaria a soberania do Chade.
Ao longo dos anos, Odingar adquiriu mais promoções: no início de 1975 ele se tornou comandante-geral. Um grande descontentamento estava se formando nas fileiras do exército: nos últimos dois anos, a ação de Tombalbaye havia se tornado cada vez mais errática e em 1973 havia prendido o comandante-geral das Forças Armadas, Félix Malloum. Mas seria outro expurgo no exército, no qual Tombalbaye prendeu os comandantes da gendarmaria (polícia militar), que desencadeou o golpe de 1975: na manhã de 13 de abril, unidades da gendarmeria atacaram o Palácio Presidencial. Enquanto esses lutavam com a guarda do Presidente, Odingar chegou trazendo reforços e assumindo o comando. Todos os combates terminaram às 8:30, com Tombalbaye supostamente morrendo devido aos ferimentos recebidos na batalha e os golpistas triunfantemente tomando o palácio. Não houve nenhuma outra resistência: Já às 6:30, Odingar falou na rádio anunciando que as forças armadas tinham "exercido as suas responsabilidades diante de Deus e da nação", enquanto a população da capital saiu às ruas para comemorar a morte de Tombalbaye.
Odingar e o exército justificaram suas ações em um comunicado militar acusando Tombalbaye de ter dividido o país, colocado as tribos umas contra as outras, e de ter humilhado os militares. No entretanto, Odingar, atuando como comandante interino e chefe de Estado, isolou todas as estradas para a capital e impôs um toque de recolher na cidade.
Félix Malloum e os outros oficiais presos foram imediatamente libertados pelos golpistas. Já no dia 15 de abril, o Supremo Conselho Militar foi formado, uma junta militar de nove membros, cujo presidente escolhido foi Malloum, que de maneira pacífica sucedeu Odingar como chefe de Estado.